# Chelsey Perry
Chelsey Mariah Perry (Middleton, 7 giugno 1999) è una cestista statunitense, professionista nella WNBA.

## Carriera
È stata selezionata dalle Indiana Fever al terzo giro del Draft WNBA 2021 (26ª scelta assoluta).